# ラヴ・バイツ (デフ・レパードの曲)
「ラヴ・バイツ」 (Love Bites) は、ロックバンド、デフ・レパードによる楽曲。1987年のアルバム『ヒステリア』に収録されたパワーバラードである。Billboard Hot 100で1位を獲得した、バンド唯一の曲である。

## 解説
プロデューサーのロバート・ジョン・マット・ランジがこの曲を取り上げたとき、バンドが今までやったことのない、カントリーバラードであった。その後、パワーロックの要素が加えられ、さらに当時のR&Bバラードに似たコーラスが収録された。「ラヴ・バイツ」は、もともと後に「アイ・ウォナ・ビー・ユア・ヒーロー」（「ヒステリア」のB面、『レトロ・アクティヴ』に収録）となる曲のタイトルとして考案されていた。
前シングル「シュガー・オン・ミー」から続く勢いにのって、1988年8月にシングルとしてリリースされると、すぐさま全米チャートでトップ（1週）に躍り出た。また、イギリスでも11位のヒットとなった。

## 収録曲

### 7": Bludgeon Riffola / Vertigo / Polygram / 830 675-1 (USA)
1. ラヴ・バイツ - "Love Bites"
2. ビリーズ・ガット・ア・ガン (ライヴ) - "Billy's Got a Gun (Live)"

### 12" /CD: Bludgeon Riffola / Vertigo / Polygram /  (USA/UK)
1. ラヴ・バイツ - "Love Bites"
2. ビリーズ・ガット・ア・ガン (ライヴ) - "Billy's Got a Gun (Live)"
3. エクサイタブル - "Excitable (Orgasmic Mix)"

ライヴ音源は、1987年に、オランダのティルブルフで収録されたものである。

## 担当
- ジョー・エリオット - リードヴォーカル
- スティーヴ・クラーク - ギター
- フィル・コリン - ギター、バッキングヴォーカル
- リック・サヴェージ - ベース、バッキングヴォーカル
- リック・アレン - ドラムス

## チャート
| チャート (1988–89年)                 | 最高位 |
| ------------------------------------ | ------ |
| オーストラリア (ARIA)                | 21     |
| カナダ (30 Retail Singles, RPM)      | 1      |
| カナダ (100 Singles, RPM)            | 6      |
| アイルランド (IRMA)                  | 7      |
| オランダ (ネーダラントス・トップ40)  | 23     |
| ニュージーランド (Recorded Music NZ) | 2      |
| UK シングルス (OCC)                  | 11     |
| US Billboard Hot 100                 | 1      |
| US Album Rock Tracks (Billboard)     | 3      |